# OTO Melara Mod 56
OTO Melara Mod 56 — 105-мм гірська гаубиця створена у 1950-ті роки італійською компанією OTO Melara.

## Оператори

### Україна
На початку листопада 2022 року міністерка оборони Іспанії Маргарита Роблес анонсувала передачу Україні батареї з шести гаубиць, також буде проведене навчання українських військових. Наприкінці листопада в соціальних мережах були поширені кадри підготовки українських військових.